# Cinder-Elfred
Cinder-Elfred è un cortometraggio muto del 1914 diretto da Hay Plumb. Basato su una storia di Percy Darmstatter, è una versione al maschile della fiaba di Cenerentola.

## Trama
Elfred, un povero artista, sogna che una fata gli dia da indossare un elegante vestito così che possa andare al gran ballo di una ragazza americana.

## Produzione
Il film fu prodotto dalla Hepworth.

## Distribuzione
Distribuito dalla Hepworth, il film - un cortometraggio di una bobina - uscì nelle sale cinematografiche britanniche nel settembre 1914. Il mese seguente fu distribuito anche negli Stati Uniti dalla Hepworth-American.
Fu distrutto nel 1924 dallo stesso produttore, Cecil M. Hepworth. Fallito, in gravissime difficoltà finanziarie, Hepworth pensò in questo modo di poter almeno recuperare il nitrato d'argento della pellicola.